# Urarii Tehia
Urarii Tehia es un deportista francopolinesio que compite en taekwondo. Ganó una medalla de bronce en el Campeonato de Oceanía de Taekwondo de 2022, en la categoría de –80 kg.

## Palmarés internacional
| Campeonato de Oceanía | Campeonato de Oceanía | Campeonato de Oceanía | Campeonato de Oceanía |
| Año                   | Lugar                 | Medalla               | Categoría             |
| --------------------- | --------------------- | --------------------- | --------------------- |
| 2022                  | Papeete (Francia)     | Medalla de bronce     | –80 kg                |